# 子午山纪游册
子午山紀游冊由中華民國大陸時期貴州遵義學者趙迺康、漫畫家豐子愷和詩人李瑜編輯。由遵義孤兒所於1942年5月印刷發行。《紀游冊》以诗、词、文及画多种形式记载了豐子愷、趙愷及李瑜等人应遵义禹门乡绅胡獻之之邀，于1941年2月2日（辛巳年正月初七，「人日」）宿胡獻之山庄（怡庐），同游子午山并同謁鄭莫黎三先生墓的前后五天游览经历中的所见，所思及所感。《紀游冊》共收录出自10位作者的诗23首、词2阕、文6篇（其中序和跋各一篇）以及豐子愷所绘的13幅漫画。为当时文界盛事，被学界称为民国时期的“兰亭序”。《紀游冊》表达了对作为沙滩文化杰出代表的鄭莫黎三先生的敬仰，并颂扬了对鄭莫黎三先生墓地长期维护修缮和弘扬当地文化的努力。其中由李瑜在怡庐即席即景所创作的“梅随客至香初透，柳待春回绿未生”诗句，更成为其点睛之笔。为纪念《子午山纪游册》刊行八十周年，遵义市历史文化研究会主办、新蒲新区虾子镇党委和政府承办、遵义市图书馆协办的采风与研讨活动与2022年7月20日在虾子镇举行。

## 《子午山纪游册》简介
子午山位于遵义城东八十余里洛安江畔的沙滩。在清中晚期，沙滩孕育了数十位学者、诗人、书法家、外交家等知名人士。浙江大学在抗战西迁遵义期间曾组织多位知名学者考察沙滩，将其列为全国文化高尚区，得名“沙滩文化”。其中人称“黔中三贤”的晚清著名学者和诗人郑珍（1806-1864）、晚清著名学者和书法家莫友之（1811-1887）及晚清著名外交家和学者黎庶昌（1837-1896）是“沙滩文化”的最杰出代表。同謁鄭莫黎三贤的遗迹也就自然成为游子午山的主题。
根据《紀游冊》中李瑜和胡献之各自的两首诗的小序中记载，遵义禹门乡绅胡獻之于1941年2月2日（辛巳年正月初七「人日」）到1941年2月6日间，邀请同乡好友趙愷（字迺康），浙大教师豐子愷、樂清才子李瑜（字子瑾）、長沙羅展（字巴山）、江蘇武進馮勵青访其位于遵义禹门落石台的山庄（怡廬）、共遊子午山并同謁鄭莫黎三先生墓。五天的行程中游历了青乘桥、胡獻之山庄、平远桥、夷牢水、关帝庙、禹门寺、子午山、青田山、郑、莫、黎墓地、钦使第、夷牢亭遗址及节孝寺等。游历的所见，所思及所感催生了大部分《紀游冊》中的诗、词、文和画。其中很多都是在五天行程中的即兴、即景、即席创作。比如李瑜在怡廬即席即景即兴赋诗一首，以迎春及重阳的意境映衬出对结束战乱的憧憬和对再聚重游之期待。诗中的“梅随客至香初透，柳待春回绿未生”两句更成为《紀游冊》中的点睛之笔，为后人广为流传。
《紀游冊》以诗文和漫画相互映衬烘托诗情画意的境界。有为趙愷所作鄭莫黎三先生小传所配的3幅肖像画；3幅鄭莫黎墓地的写实画，其中1幅引用了同游罗展的诗句；1幅鄭墓的原状想象图；3幅风景画：《胡獻之山庄》- 以趙愷的诗句：“一弯绿水山百转， 门前一笑狮象迎”为题、《节孝寺》和《清神桥》；3幅诗意画：《坐久意未厌》- 来自馮勵青的诗句、《柳待春回绿未生》- 来自李瑜的诗句、和《教人知道是春来》- 豐子愷自己的配诗。《子午山纪游册》一书不见於《丰子恺年谱》等相关资料记载，丰子恺为此册所插配的绘图，也不见选入丰氏多种漫画集。
总共有11人参与了《紀游冊》中诗词文画的创作。除了同游子午山6人中豐子愷的漫画13幅；李瑜的诗8首，词2阕及跋1篇；趙迺康的诗3首，文4篇；馮勵青的诗5首；羅展的诗2首及胡獻之的诗一首。同时还收录了因病未能应邀同游，时任浙大国文系教授王焕镳为《紀游冊》作序1篇；时任浙大战史教官徐森的诗1首；还有参与赞助《紀游冊》出版的遵义当地名士卢濯清、牟琳及喻圣域的诗各一首。《紀游冊》的所有作品相互补充、映衬，完整地展现了子午山之旅的各个方面。在以表达鄭莫黎三贤的崇敬及欣赏沙滩美景为主线，借景生情、以古喻今并憧憬未来。文中特意提到了子午山游东道主胡献之长期守护、修葺郑莫黎三贤墓的善举，以及盛情款待来访客人之行谊，并在末尾感谢了15位《紀游冊》出资人。《纪游册》再现了中国文人传统的“雅集情结”，同时也是对沙滩文化的礼赞，为时处传统文化低谷及战乱时期的沙滩文化注入了生机和活力，為當時文界盛事，被學界稱為民國時期的「蘭亭序」。